# Сорделл, Марвин
Марвин Энтони Сорделл (англ. Marvin Anthony Sordell; родился 17 февраля 1991, Пиннер) — английский футболист, нападающий.

## Клубная карьера
В 8-летнем возрасте начал заниматься футболом в школе Сент-Джозефс, играл поначалу на позиции вратаря. Когда он был переведён в нападение, то в первой же игре сделал хет-трик. С 14-ти лет играл в академии «Фулхэма», в 2007 году перешёл в «Уотфорд».
В 2008 году Марвин Сорделл был отдан в аренду в клуб Истмийской лиги «Уэлдстон» и сыграл первые матчи на взрослом уровне. По возвращении из аренды, подписал профессиональный контракт с «Уотфордом». 15 августа 2009 года он сыграл первый матч за «Уотфорд» в чемпионате, а 25 августа в матче Кубка Лиги забил первый гол. В январе 2010 был отдан в двухмесячную аренду в «Транмир Роверс», а вернувшись, в мае 2010 забил первый гол за «Уотфорд» в чемпионате.
С началом сезона 2010/11 стал игроком основы «Уотфорда», сыграл 42 матча и забил 12 голов. В следующем сезоне забил 8 голов в 26 матчах, и в январе 2012 перешёл в клуб Премьер-лиги «Болтон Уондерерс».
С «Болтоном» Марвин Сорделл подписал контракт на 3,5 года. В первом сезоне в этом клубе он сыграл всего 3 матча (дебют 4 февраля 2012), а сам «Болтон» вылетел из премьер-лиги. 24 августа 2012 забил первый гол в официальных матчах за «Болтон».
10 сентября 2015 года подписал однолетний контракт с клубом Колчестер Юнайтед.

## Международная карьера
Марвин Сорделл играл за сборные Англии U20 (единственный матч в 2010 году — 1:2 с Францией) и U21 (14 матчей, 3 гола).
В 2012 году Стюарт Пирс включил его в состав олимпийской сборной Великобритании. Первый матч за неё Марвин провёл ещё до Олимпиады — 20 июля против Бразилии. На Олимпиаде принял участие в двух матчах — с Сенегалом и Эмиратами.

## Статистика выступлений
| Клуб                    | Сезон            | Лига[A] | Лига[A] | Кубок Англии | Кубок Англии | Кубок Лиги | Кубок Лиги | Другие[B] | Другие[B] | Всего | Всего |
| Клуб                    | Сезон            | Матчи   | Голы    | Матчи        | Голы         | Матчи      | Голы       | Матчи     | Голы      | Матчи | Голы  |
| ----------------------- | ---------------- | ------- | ------- | ------------ | ------------ | ---------- | ---------- | --------- | --------- | ----- | ----- |
| Уотфорд                 | 2008-09          | 0       | 0       | 0            | 0            | 0          | 0          | 0         | 0         | 0     | 0     |
| Уотфорд                 | 2009-10          | 5       | 1       | 0            | 0            | 1          | 1          | 0         | 0         | 6     | 2     |
| Уотфорд                 | 2010-11          | 42      | 12      | 2            | 2            | 2          | 1          | 0         | 0         | 46    | 15    |
| Уотфорд                 | 2011-12          | 26      | 8       | 2            | 1            | 1          | 1          | 0         | 0         | 29    | 10    |
| Уотфорд                 | Всего            | 73      | 21      | 4            | 3            | 4          | 3          | 0         | 0         | 81    | 27    |
| Уэлдстон (аренда)       | 2008-09          | 5       | 2       | 0            | 0            | 0          | 0          | 2         | 0         | 7     | 2     |
| Транмир Роверс (аренда) | 2009-10          | 8       | 1       | 0            | 0            | 0          | 0          | 0         | 0         | 8     | 1     |
| Болтон Уондерерс        | 2011-12          | 3       | 0       | 0            | 0            | 0          | 0          | 0         | 0         | 3     | 0     |
| Болтон Уондерерс        | 2012-13          | 3       | 1       | 0            | 0            | 0          | 0          | 0         | 0         | 3     | 1     |
| Болтон Уондерерс        | Всего            | 6       | 1       | 0            | 0            | 0          | 0          | 0         | 0         | 6     | 1     |
| Всего за карьеру        | Всего за карьеру | 92      | 25      | 4            | 3            | 4          | 3          | 2         | 0         | 102   | 31    |

A. ↑  The «League» column constitutes appearances and goals (including those as a substitute) in the Premier League, the Football League and Isthmian League.
B. ↑  The «Other» column constitutes appearances and goals (including those as a substitute) in the FA Trophy and Middlesex Senior Cup.